# Parnelia Augustine
Parnelia "Nell" Augustine (1884–1960) foi uma pintora americana. O seu trabalho pode ser visto no Museum of Nebraska Art. Ela nasceu em Grand Island, no Nebraska, filha de Dietrick, um impressor, e de sua esposa Margaret Spethman. Aos 14 anos recebeu atenção especial pelo seu desenho no Trans-Mississippi de 1898 e na Exposição Internacional de Omaha, no Nebraska.